# ميخائيل برايس (لاعب كرة قدم)
ميخائيل برايس (بالإنجليزية: Michael Price)‏ (4 مارس 1983 في المملكة المتحدة - ) هو لاعب كرة قدم بريطاني في مركز حراسة المرمى. لعب مع ليستر سيتي ونادي غيتزهد ونادي هاروجيت تاون ونادي بوسطن يونايتد ودارلينجتون إف سى.

## وصلات خارجية
- ميخائيل برايس على موقع قاعدة بيانات كرة القدم.إي يو (الإنجليزية)
- ميخائيل برايس على موقع Soccerbase.com (لاعب) (الإنجليزية)